# A csodacsatár
A csodacsatár 1957-ben bemutatott, fekete-fehér magyar szatirikus filmvígjáték, amelyet Méray Tibor forgatókönyvéből Keleti Márton rendezett. A címszereplő Puskás Ferenc. 
A filmet 1956 júniusában kezdték forgatni és eredetileg 1956. november 8-án tervezték bemutatni. A premierre az 1956-os forradalom eseményei miatt végül 1957. szeptember 12-én került sor.
Futboliában ma már csak ez az egy nóta jár, ezt zengi minden madár: ó, csoda-, csoda-, csodacsatár!

## Cselekmény
Bizonyos pontosításokkal, részlet Szilágyi Gábor, Életjel című könyvéből: 
A cselekmény a képzeletbeli Futbolia fővárosában, Boffside-ban játszódik. Az Óceáni Kupáért küzdő futbol válogatott elvesztette mérkőzését Rugania csapata ellen. A lelátókon és a díszpáholyban óriási az elégedetlenség. Duca tengernagy (Ungváry László) segédtisztje, Venturo kapitány (Mányai Lajos) az összehívott minisztertanács előtt jelenti be: a városban tüntetnek, az emberek kirakatokat törnek be, és a kormány lemondását követelik. A helyzet súlyos. Jövő vasárnap négy góllal kell legyőzni Cornerland csapatát ahhoz, hogy Futbolia megnyerje a kupát. Duca teljhatalmat kér („a labdarúgást illetően"), hogy megmentse a helyzetet. 
Svájcba utazik Venturoval, hogy Puskást, a világhírű magyar csatárt megvásárolja, hazája cserbenhagyására késztesse. A magyar csapat a szállodában piheni ki az előző mérkőzés fáradalmát. 
Itt akarja „megvágni" – a „töltőtoll trükkel" – a játékosokat a két kisstílű, magyar származású szélhámos, Jóska (Pongrácz Imre) és Brúnó (Feleki Kamill). Befurakszanak a magyar játékosok közé, amikor a fotóriporterek csoportképet készítenek a csapatról. Ez az oka a későbbi félreértésnek: a másnap megjelenő lapban, a fénykép alapján, Venturo Jóskát hiszi – logikusan – Puskásnak. A két szélhámos először megijed Duca és Venturo nagy összegű „felajánlása" hallatán, de a félelem (hogy letartóztatják őket) és az összeg nagysága hamarosan „észhez téríti" őket.
Futboliában új életre kel a remény: övék – a költő (Horváth Tivadar) rigmusa szerint – a „csodacsatér"! 
Jóska hamar beleszokik a jólétbe, csak a pályára ne kellene kimennie! Egy rádióriporter rájön a szerepcserére, de őt Duca börtönbe záratja. Az ellentengernagynak szüksége van a „csodacsatár "-ra: államcsínyre készül. 
A sorsdöntő mérkőzésen – kihasználva a tömeg elégedetlenségét a szükségszerűen bekövetkező vereség miatt – megbuktatja a miniszterelnököt, és letartóztatja az egész kormányt. A tengernagy számításába azonban hiba csúszott. Az elvesztett mérkőzés után a tömeg az ő fejét követeli, nem Jóskáét. Hamarosan a másoknak szánt rabszállító kocsiban találja magát. A lépcsőn ott kuporog a két pórul járt szélhámos is, de mielőtt a börtön kapuja becsukódna a „rabomobil" mögött, ők kereket oldanak. A szurkolók égre-földre esküsznek, hogy „nem, soha többé nem!" A következő vasárnap azonban újra zeng a „hajrá!" a zsúfolt lelátókon.

## Szereplők
- Puskás Ferenc – Puska (önmaga)
- Hidegkuti Nándor (a film cenzúrázott változatában) – önmaga
- Kiss Manyi – Aurélia a milliók asszonya
- Mányai Lajos – Venturo kapitány
- Feleki Kamill – Brúnó
- Ungváry László – Duca tengernagy, később ellentengernagy
- Pongrácz Imre – Jóska
- Schubert Éva – Estella, Futbolia csalogánya
- Sinkovits Imre – rádióriporter, újságíró
- Gózon Gyula – Miniszterelnök
- Szakáts Miklós – Truffo, miniszter
- Rajnai Gábor – Államelnök
- Makláry Zoltán – borbély
- Makláry János – cipőpucoló
- Kocsis Sándor – önmaga
- Basilides Zoltán – újságíró
- Bárdy György – újságíró, a Fubolia - Cornerland mérkőzés közvetítője
- Gobbi Hilda – özvegy
- Mádi Szabó Gábor – Rodrigo edző
- Horváth Tivadar – Filippo a költő
- Garas Dezső – szurkoló a meccseken
- Kibédi Ervin – szurkoló a meccseken
- Benedek Tibor – Star Kalapgyár ügynöke; szurkoló a meccseken
- Kazal László – Dendi Kalapgyár ügynöke; szurkoló a meccseken
- Keleti László – Egyesült Bőrgyárak ügynöke; szurkoló a meccseken
- Keleti Márton – Cipő Művek ügynöke; szurkoló a meccseken
- Misoga László – szurkoló a meccseken
- Rozsos István – újságíró
- Horváth Gyula – az államelnök embere, a meccseken és a kitüntetés átadásakor látható az államelnök körül
- Csisztay Andor - Benito
- Rafael Márta – tévé bemondó
- Bartha János – a futbol csapat egyik tagja
- Kautzky József – a futbol csapat egyik tagja
- Rajz János – kultuszminiszter
- Kovács Károly – miniszter, a miniszterelnök bizalmasa, akivel megbeszéli, hogyan távolítsák el a csodacsatárt
- Gáti Pál – a cornerlandi csapat edzője
- Hlatky László – börtönőr
- Kamarás Gyula – a gyászoló testvér, kinek fivérét egy orrszarvú taposta agyon
- Somogyi Nusi
- Szakács Sándor
- Vaszary Piri
- Somogyvári Rudolf

és a magyar válogatott labdarúgócsapat tagjai.

## Érdekességek
A forgatókönyv eredeti címe „Gól” volt, melyet az 1954-es évben terveztek leforgatni, de csak két évvel később, 1956-ban került rá sor. A már egyébként is rövidített forgatókönyvvel elkészült film hossza 3051 méter lett, ami jóval túllépte a 2800 méteres akkori „tűréshatárt”. Alapos vágás után alakították ki a végleges, 2548 méter hosszúságú változatot. 
A film cselekményének azon túl, hogy az akkori Magyarország futballmániájára reflektál, az úgynevezett „Zakariás ügy” adja az alapját. Ennek lényege, hogy az Olympique Lille csapata leszerződtetett egy szélhámost, aki Zakariás Józsefnek adta ki magát.
A filmgyár eredetileg Latabár Kálmánt szerette volna megnyerni a főszerep eljátszására, Urbán Ernő viszont Pongrácz Imrét ajánlotta. Végül is rá esett a választás. 
Puskás Ferenc és Méray Tibor az 1956-os események hatására disszidáltak, ezért Méray nevét lehagyták a főcímről, Puskás jeleneteit pedig Hidegkuti Nándorral forgatták újra. Később a televízióban már az eredeti Puskás Ferenccel készült változatot adták le, de Méray Tibor neve továbbra sem került vissza a stáblistára.
A filmben szereplő helység- és személyneveket rendszerint rosszul írják a különböző cikkekben, oldalakon, pedig a képlet egyszerű. Futbolia egy képzeletbeli külföldi ország, lakói pedig külföldi polgárok, így ezek nevét ékezetek nélkül írják. Ezekre külön bizonyítékot szolgáltatnak a filmben megjelenő eredményjelző táblák, a nagy híreket közlő újságcikkek vagy akár a futbol csapat feliratos meze. Ezen szabály alól pusztán Jóska (Pongrácz Imre) és Brúnó (Feleki Kamill) nevének írásmódja a kivétel, mivel róluk kiderül a film alatt, hogy magyarok.

## Betétdalok
- Bródy Tamás: „Futboliában ma már”. (Ákos Stefi énekhangjával, de Schubert Éva mozgóképes szereplésével.)
- Horváth Jenő: „Holnapután"